# 吉尔·斯科特 (歌手)
吉尔·希瑟·斯科特（Jill Heather Scott，1972年4月4日—）是美国歌手、詞曲作家、模特兒、诗人和演员。她2000年發布首张专辑《Who Is Jill Scott?: Words and Sounds Vol. 1》，其登上白金榜（即銷量達百萬張）。
斯科特于2007年在電影《猎犬》(Hounddog) 和《我為什麼結婚了？》(Why Did I Get Married?) 中首次亮相。
从2018年开始，斯科特出现在CW電視網DC漫画超级英雄系列《黑闪电》中，饰演伊芙女士  (Lady Eve)。 